# Placements temporaires
Les placements temporaires sont dans le bilan comptable les autres éléments d'actif à court terme.
Ils se décomposent en placement de type actions et de type obligations